# 청자 상감‘장진주’시명 매죽양류문 매병
청자 상감'장진주'시명 매죽양류문 매병(靑磁 象嵌'將進酒'詩銘 梅竹楊柳文 梅甁)은 서울특별시 용산구, 삼성미술관 리움에 있는 고려시대의 청자기 병이다. 2003년 12월 30일 대한민국의 보물 제1389호로 지정되었다.

## 개요
청자상감'장진주'시명 매죽양류문매병은 청자 매병 가운데 시문(詩文) 장식이 상감되어 있는 희귀한 작품이다. 버드나무와 대나무와 매화를 두 군데에 각각 새긴 후, 그 사이 네 군데에 위패 형태의 창을 마련하였다. 그리고 그 안에 활달하고 기운 찬 필치로 시문을 새겨 넣고, 한쪽 버드나무 가지 사이 빈 공간에 ‘장진주(將進酒)’라는 시의 제목을 흑상감하였다.
시는 제목의 좌측 위패장식에 첫 부분을 배치한 후 왼쪽으로 돌아가며 내용이 이어진다.
각각의 위패에 적혀 있는 시는
① 유리종호박농소준주(琉璃鐘琥珀濃小樽酒) 적진주홍팽룡(滴眞珠紅烹龍)
② 봉옥지읍라병수막위(鳳玉脂泣羅屛繡幕圍) 향풍취룡적격고호(香風吹龍笛擊鼓皓)
③ 치가세요무황시청춘(齒歌細腰舞況是靑春) 일장모도화난락여홍(日將暮桃花亂落女紅)
④ 우권군종일명정취주(雨勸君終日酩酊醉酒) 부도유령분상토(不到劉伶墳上土)
이며, 중국 당대(唐代)의 시귀(詩鬼)로 불리는 이하(李賀, 790∼816)의 작품이다.
유약은 은은한 광택이 있으며 부분적으로 산화된 부분은 녹색을 띠고 전면에 망상의 균열이 있다. 굽은 편평한 바닥의 안쪽을 둥글게 깎아 만들었으며, 바닥에는 모래를 받쳐 번조한 흔적이 남아 있다. 

## 같이 보기
- 청자

## 참고 자료
- 청자 상감‘장진주’시명 매죽양류문 매병 - 국가유산청 국가유산포털